# Asimov’s Science Fiction
Asimov's Science Fiction (ISSN 1065-2698) ist ein US-amerikanisches Science-Fiction-Magazin, das Science-Fiction und Fantasy veröffentlicht und nach dem Autor Isaac Asimov benannt ist. Momentan wird es von Penny Publications verlegt. Ab Januar 2017 ist die Veröffentlichungshäufigkeit zweimonatlich (sechs Ausgaben pro Jahr). Die Auflage im Jahr 2012 betrug 22.593, wie in der jährlichen Umfrage des Magazins Locus berichtet.

## Entwicklung
Asimov's Science Fiction startete 1977 als Digest Isaac Asimov's Science Fiction Magazine (oder kurz IASFM).
Joel Davis von Ziff Davis wandte sich an Asimov, um einem neuen Science-Fiction-Magazin seinen Namen zu verleihen, nach dem Vorbild von Ellery Queens Mystery Magazine oder Alfred Hitchcocks Mystery Magazine. Asimov lehnte es ab, als Herausgeber zu fungieren, sondern fungierte stattdessen als Redaktionsleiter, schrieb Leitartikel und antwortete bis zu seinem Tod 1992 auf Leserpost.
Auf Wunsch von Asimov verhandelte George Scithers, der erste Herausgeber, einen Akquisitionsvertrag mit den Science Fiction Writers of America, der den Schriftstellern erheblich bessere Konditionen bot als der bisherige periodische Standard.
Die ersten Ausgaben waren ursprünglich vierteljährlich und wurden ab dem Frühjahr 1977 veröffentlicht. Ab 1978 wurde es alle zwei Monate herausgegeben und ab 1979 jeden Monat. Mitte der 1980er Jahre wurde es alle vier Wochen mit einer zusätzlichen Ausgabe "Mitte Dezember" veröffentlicht (also insgesamt 13 Ausgaben pro Jahr). Anfang der neunziger Jahre wurden doppelte Ausgaben hinzugefügt (bei insgesamt 13 Ausgaben pro Jahr), bevor der Zeitplan bis 2004 auf 10 Ausgaben pro Jahr reduziert wurde. Ab Januar 2017 wurde der Zeitplan auf sechs Ausgaben mit doppelter Größe pro Jahr geändert.
Das Magazin wurde im Januar 1992, einige Monate vor Asimovs Tod, an Doubleday verkauft, und der Titel wurde in Asimov's Science Fiction geändert. 1996 wurde Dell Magazines von Crosstown Publications übernommen und ist seit 2012 Teil von Penny Publications, das sich im gleichen Besitz wie Crosstown Publications befindet und seinen Hauptsitz in Norwalk, Connecticut, hat und verwendet einen kombinierten Kundendienst mit der Bezeichnung Penny Press / Dell Magazines. 1998 änderte sich die Größe des Magazins; Es ist jetzt größer und etwas breiter als das Standard-Digest-Format (passend zu anderen Magazinen, die von seiner neuesten Konzernmutter veröffentlicht wurden).
Asimov's Science Fiction  feierte 2007 sein dreißigjähriges Bestehen mit einer Anthologie, die von der aktuellen Herausgeberin des Magazins, Sheila Williams, herausgegeben wurde. In Anlehnung an Geschichten, die von 1977 bis heute veröffentlicht wurden, wurden die Zeichnungen von Tachyon Publications beigesteuert. Martin Gardner schrieb von 1977 bis 1986 eine regelmäßige Kolumne mit Puzzle Tales für das Magazin. Insgesamt produzierte er 111 Kolumnen, von denen viele später in Buchform veröffentlicht wurden.

### Herausgeber
- George H. Scithers, 1977–1982
- Kathleen Moloney, 1982–1983 [interim]
- Shawna McCarthy, 1983–1985
- Gardner Dozois, 1986–2004
- Sheila Williams, 2004–dato

Scithers verließ das Magazin nach fünf Jahren und gewann zwei Hugo Awards als bester Herausgeber. Nachfolgerin wurde Shawna McCarthy. McCarthy hatte diese Position drei Jahre lang inne und gewann einen Hugo Award. Gardner Dozois gab das Magazin von 1985 bis 2004 heraus und gewann 15 Hugo Awards, bevor er zurücktrat und eine beratende Tätigkeit ausübte. Sheila Williams ist die aktuelle Redakteurin und gewann 2011 einen Hugo Award.

### Deutsche Ausgabe
Die deutsche (Auswahl-)Ausgabe erschien von 1978 bis 2000 im Wilhelm Heyne Verlag, München. Die ersten vierzehn Bände wurden von Birgit Reß-Bohusch betreut, der Friedel Wahren als Herausgeberin folgte. Dabei wurden auch Texte deutschsprachiger Autorinnen und Autoren berücksichtigt. Die Reihe firmierte zunächst als Isaac Asimov's Science Fiction Magazin und ab Bd. 47 als Asimovs Science Fiction. Insgesamt erschienen 55 Bände. Kennzeichen der deutschen Ausgabe waren die kreisrunden Titelillustrationen von Karel Thole, die dieser ursprünglich für die italienische SF-Reihe Urania angefertigt hatte. Das einprägsame gestalterische Prinzip wurde nur für die abschließenden beiden Bände aufgegeben.

## Autoren (Auswahl)
- Brian W. Aldiss
- Neal Asher
- Isaac Asimov
- Paolo Bacigalupi
- Stephen Baxter
- Elizabeth Bear
- Gregory Benford
- Damien Broderick
- Octavia E. Butler
- Pat Cadigan
- Orson Scott Card
- Arthur C. Clarke
- Glen Cook
- Paul Cornell
- Greg Egan
- Harlan Ellison
- John M. Ford
- Karen Joy Fowler
- Martin Gardner
- William Gibson
- Joe Haldeman
- Kij Johnson
- Janet Kagan
- James Patrick Kelly
- Mary Robinette Kowal
- Nancy Kress
- Ursula K. Le Guin
- Jonathan Lethem
- Kelly Link
- Barry B. Longyear
- Ian R. MacLeod
- George R. R. Martin
- David Marusek
- Jay A. Parry
- Frederik Pohl
- Robert Reed
- Mike Resnick
- Joel Rosenberg
- Mary Rosenblum
- Kristine Kathryn Rusch
- Lucius Shepard
- Robert Silverberg
- S. P. Somtow
- Brian Stableford
- Allen Steele
- Bruce Sterling
- Charles Stross
- Michael Swanwick
- Karen Traviss
- Harry Turtledove
- Fran Wilde
- Kate Wilhelm
- Connie Willis